# 布鲁诺·拉图尔
布魯諾·拉图尔（法語：Bruno Latour，法語：[latuʁ]，1947年6月22日—2022年10月9日），法国哲学家、人类学家和社会学家。他是科学技术与社会中行动者网络理论的主要開創者之一。

## 學術與著作
科學實踐的研究一向與社會建構主義的科學哲學息息相關。但拉图尔從主觀/客觀的雄辯中退出，重新發展對實踐中行動的探討。拉图尔與米歇爾·卡隆和約翰·羅創立了行动者网络理论，這是一種受到哈羅德·加芬克爾的俗民方法學、格雷瑪斯的生成符號學和塔德的社會學影響的建構主義方法。
拉图尔已中譯的著作有
《實驗室生活：科學事實的建構過程》(1979)
、《科學在行動：怎樣在社會中跟隨科學家和工程師》(1987)、《巴斯德的實驗室》(1988)
、《我們從未現代過︰對稱性人類學論集》(1991)
、《自然的政治：如何把科學帶入民主》(1999)等。
、《巴斯德的實驗室：細菌的戰爭與和平 》
、《激情的經濟學：我們從未理性過?塔德人類學的經濟解讀》
及《我們從未現代過》。
其專著在2007年人文社會科學領域被引用的總次數排名第10
。
2013年 挪威郝爾拜獎委員會，基於以下的原因，將該年的 郝爾拜獎頒發給拉圖爾：“拉圖爾對現代性進行了傑出的分析與再解釋；其中對於現代/前現代(modern and pre-modern)、自然/社群(nature and society)、人類/非人類(nature and society)之間的根本區別提出了挑戰。...拉圖爾在國際上的影響幅度是舉目皆見的，遠遠地超出了科學史、藝術史、歷史、哲學、人類學、地理學、神學、文學和法律等等的這些範疇。“

## 生平
拉图尔1982年至2006年任教於巴黎高等礦業學校的創新社會學研究中心，之後成為巴黎政治大學（2006-2017）的組織社會學研究中心教授以及媒體實驗室主任。 2017年從學校中退休。他也是倫敦政經學院的榮譽教授。
2022年10月9日去世。

## 争议
在《时髦的胡说八道》一书中，艾伦·索卡尔通过引用拉图尔于1998年在《La Recherche》杂志上发表的一篇文章，对拉图尔的相对主义观点进行了批评。在对显示法老拉美西斯二世可能死于结核病的研究作出反应时，拉图尔认为：“他怎么会因为科赫在1882年发现的一种杆菌而去世呢？……在科赫之前，这种杆菌并不存在。” 他表示这样的论断与声称法老死于机枪扫射一样，是一种时代错误的观点。